# Ernest Everett Just

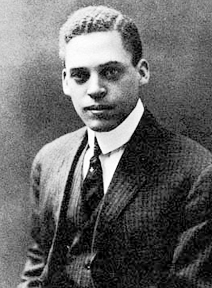
Ernest Everett Just

Ernest Everett Just (n. 14 august 1883 - d. 27 octombrie 1941) a fost un biolog afro-american, care a adus contribuții deosebite în domeniul citologiei și embriologiei și biologiei marine.
A dovedit că suprafața celulei joacă un rol important în dezvoltarea organismului.
A susținut necesitatea studiului celulei în cadrul organismului viu, și nu în condiții de laborator.
A studiat diviziunea celulară și evoluția celulei-ou, precum și efectul radiației ultraviolete asupra acesteia.
În 1915 a primit prima Medalie Spingarn din partea National Association for the Advancement of Colored People pentru lupta împotriva discriminării rasiale.
A efectuat numeroase experimente și observații în domeniul biologiei marine în cadrul Woods Hole Oceanographic Institution din Massachusetts, unde a studiat fertilizarea celulei animale.
Prin anii 1930, călătorește în diverse țări europene, dar osilitățile celui de-al Doilea Război Mondial îl obligă să se reîntoarcă în SUA, unde la scurt timp moare datorită unui cancer pancreatic.